# Caprino Bergamasco
Pour les articles homonymes, voir Caprino et Bergamasco (homonymie).
Caprino Bergamasco est une commune italienne de la province de Bergame dans la région Lombardie en Italie.

## Administration
| Période                                  | Période | Identité | Étiquette | Qualité |
| ---------------------------------------- | ------- | -------- | --------- | ------- |
|                                          |         |          |           |         |
| Les données manquantes sont à compléter. |         |          |           |         |

### Hameaux
Sant'Antonio d'Adda, Celana, Opreno, Perlupario, Formorone, Ombria, (Prato)

### Communes limitrophes
Cisano Bergamasco, Palazzago, Pontida, Roncola, Torre de' Busi